# Virola decorticans
Virola decorticans là một loài thực vật có hoa trong họ Myristicaceae. Loài này được Ducke miêu tả khoa học đầu tiên năm 1936.